# Šuľa
Šuľa é um município da Eslováquia, situado no distrito de Veľký Krtíš, na região de Banská Bystrica. Tem 11,24 km² de área e sua população em 2018 foi estimada em 66 habitantes.

## Demografia
| Ano:        | 1994 | 2004   | 2014    | 2024   |
| ----------- | ---- | ------ | ------- | ------ |
| Broj ljudi: | 87   | 89     | 76      | 73     |
| Razlika:    |      | +2,29% | -14,60% | -3,94% |

| Ano:               | 2023 | 2024   |
| ------------------ | ---- | ------ |
| Número de pessoas: | 74   | 73     |
| Diferença:         |      | -1,35% |